# Округ Хадсон (Њу Џерзи)
Хадсон (енгл. Hudson County) је округ у америчкој савезној држави Њу Џерзи.

## Демографија
По попису из 2010. године број становника је 634.266, што је 25.291 (4,2%) становника више него 2000. године.
|                   | 2010.            | 2000.            |
| Укупно            | 634 266 (100,0%) | 608 975 (100,0%) |
| Хиспаноамериканци | 267 853 (42,23%) | 242 123 (39,76%) |
| Белци             | 195 510 (30,82%) | 215 216 (35,34%) |
| Азијати           | 84 924 (13,39%)  | 56 942 (9,350%)  |
| Афроамериканци    | 83 925 (13,23%)  | 82 098 (13,48%)  |
| Остали            | 2 054 (0,324%)   | 12 596 (2,068%)  |